# Lee Sun-Hee (1978)
Lee Sun-Hee (Seúl, 21 de octubre de 1978) es una deportista surcoreana que compitió en taekwondo.
Participó en los Juegos Olímpicos de Sídney 2000, obteniendo una medalla de oro en la categoría de –67 kg. En los Juegos Asiáticos de 1998 consiguió una medalla de plata.
Ganó una medalla en el Campeonato Mundial de Taekwondo de 2003, y cuatro medallas en el Campeonato Asiático de Taekwondo entre los años 1996 y 2004.

## Palmarés internacional
| Juegos Olímpicos    | Juegos Olímpicos                  | Juegos Olímpicos  | Juegos Olímpicos |
| Año                 | Lugar                             | Medalla           | Categoría        |
| ------------------- | --------------------------------- | ----------------- | ---------------- |
| 2000                | Sídney (Australia)                | Medalla de oro    | –67 kg           |
| Campeonato Mundial  |                                   |                   |                  |
| Año                 | Lugar                             | Medalla           | Categoría        |
| 2003                | Garmisch-Partenkirchen (Alemania) | Medalla de oro    | –67 kg           |
| Juegos Asiáticos    |                                   |                   |                  |
| Año                 | Lugar                             | Medalla           | Categoría        |
| 1998                | Bangkok (Tailandia)               | Medalla de plata  | –60 kg           |
| Campeonato Asiático |                                   |                   |                  |
| Año                 | Lugar                             | Medalla           | Categoría        |
| 1996                | Melbourne (Australia)             | Medalla de oro    | –60 kg           |
| 1998                | Ciudad Ho Chi Minh (Vietnam)      | Medalla de bronce | –60 kg           |
| 2004                | Seongnam (Corea del Sur)          | Medalla de oro    | –67 kg           |